# ピクシーボブ

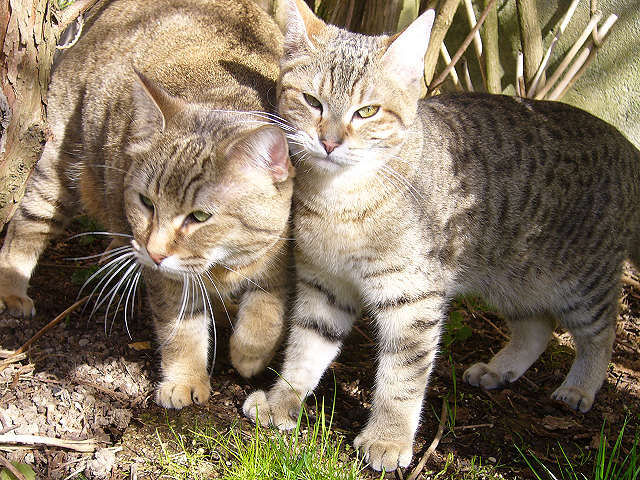
ショートヘアのピクシーボブ

ピクシーボブ（英: Pixie-Bob）は、ブリーダーのキャロル・アン・ブリュワーにより、ボブキャットの自然繁殖の結果生まれた雑種であると発表された血統であったが、その後のDNA検査でボブキャットの遺伝子は見つからなかった為、家猫として飼われたり、ブリード登録されるなどの域にとどまっている。

## 歴史
1985年の春、キャロル・アン・ブリュワーはマウント・ベーカー（ワシントン州カスケード山脈）の麓でオスの斑模様で多指症の子猫を買った。このオス猫はボブキャットのような短い尾を持っていた。1986年にブリュワーは更にもう一匹のオス猫を救済したが、この大きな猫もボブキャットのような尾を持っていた。この猫は非常に痩せていたがそれでも17ポンド（8キロ）もあり、体位も高くブリュワーの膝の高さ位まであった。この大きなオス猫を家に連れて帰った後に、隣の家に住んでいた野性的な容姿のブラウンスポッテッドのメス猫と交配させることになる。1986年春にはこの交配で出来た子猫が産まれ、ブリュワーはこの中から一匹自分の手元に残し、この猫を「ピクシー」と呼んだ。この一年後からこのピクシーを基にしたブリードのプロジェクトが始まった。その後数年間、ブリュワーはカスケード山脈地方のボブキャットと家猫の自然繁殖による雑種と思われる23匹の猫をプロジェクトに用い、これらの猫を「伝説の猫」と呼ぶことにした。
ピクシーボブは最初、インターナショナル・キャット・アソシエーション（TICA）で「エキシビジョン」のカテゴリーで1993年に登録され、その後1996年に「新種と新色」のカテゴリーに上がり、1998年にはチャンピオンシップのステータスを得ることになった。ピクシーボブは当初「自然の新種」と区分けされ「表現型の似ている自然繁殖の種類ものがある地域で交配された新種」とされているが、現在では「新しい自然ブリード又は地域のブリード」と区分けされている。異型交配に使われる「伝説の猫」は個々にTICAの審査によって選ばれる。

## 血統の特性

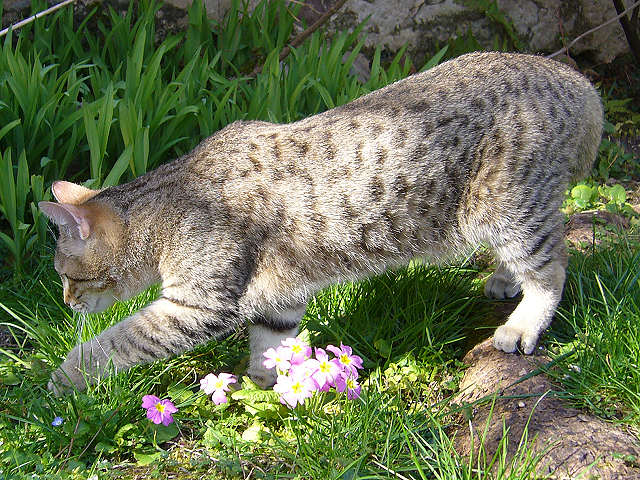
ショートヘアブラウンスポッテッドタビーのピクシーボブ

### 体格
ピクシーボブは北アメリカのボブキャットに似るように交配された完全な家猫である。TICAのピクシーボブとして認知されるには母猫か父猫のどちらかがストーンアイランド・ピクシー（このブリードの元となった猫）の血を引いてなくてはならない。
ピクシーボブは大型の猫で、オスは18ポンド（8キロ）、メスは14ポンド（6キロ）にもなる。比較の対象として、通常の平均的な家猫は10ポンド弱（4.5キロ）程度である。殆どのピクシーボブが肉球部分に黒い毛と皮膚があり、耳の先は尖っていて耳の毛が多く生えている。唇は黒く、目の周辺の毛は白いがアイラインは黒い。顎の毛は白いがその下の皮膚は黒いことが殆どである。髭は根元から25%までが黒で先端までの75%が白くなる場合もある。毛の柄はトラ模様で赤毛が混ざっていることが多い。腹部の毛は通常赤身がかったゴールドで多少のティッキング（斑の縞模様）がある。多くは短毛であるが、時々長毛のものもいる。眉ははっきりとしており、目の形は三角でなくてはならない。目の色は子猫の時期には青いが、少しずつ緑色に変化し、数ヵ月後にはゴールドに変わる（一部完全にゴールドに変わらずにゴールドに緑色が混ざったような色になる場合もある）。
尾はないに等しいくらい短いか、或いは2-4インチ（5-10センチ）程度はTICAでは望ましいとされているが、長い尾もある（ピクシーは長い尾を持っていた）。長い尾は一部のブリーダーによってはボブテイルの外観が人気の為に抓めることもある。頭は通常洋梨形である。頭の形と尾は非常に重要な特徴とされている。成長型は中くらいで1年で成猫になる通常の家猫と違い、約3年程で成猫のサイズになる。

### 性格
ピクシーボブは非常に知能が高く、社会性もあり、ハイパーではないが運動が好きで他の動物と遊ぶことも好きである。鳥のような鳴き声を出したり唸ったりすることで知られ、殆どは「ミャー」とか「ニャー」と鳴くことはない。この鳥のような鳴き声はピクシーボブの「言語」であり、これらは時々喉を鳴らしているような音に聞こえることもある。一部のピクシーボブは飼い主にも他人にも社交的であるが、一部は他人を怖がる場合もある。通常は飼い主と同じ部屋に居るのが好きで、飼い主が行くところへ付いて歩いて来る。
その他の性格的特徴は：
- 頭を擦り付ける
- 投げたボールを取ってきて遊ぶ

- 綱を付けて歩く

- 知能が高い

- 人間の話している単語や言い回しを理解することが出来る

などがある。

## ペットとしてのピクシーボブ

### 社会性
多くの人がまず「ピクシーボブが自分のライフスタイルに合うだろうか？」と最初に問うが、いざピクシーボブを飼うと完全なピクシーボブ気違い、通称ボブキチになる。大抵はあまりにも気に入って更にもう一匹ピクシーボブを飼うようになる。一部の人はピクシーボブは他の家猫よりも一段上の猫であるとも言う。一部の飼い主はピクシーボブとの最初の出会いはまるで「一目惚れ」の様とも言う。一部の人はピクシーボブを見て数分で好きになってしまう。ピクシーボブは非常に社交的で人との日々の関わり合いを大事にするので、猫への興味があまりない家庭には向いていない。ピクシーボブは人間のことは大好きであっても他の猫のことはあまり好きではない。ピクシーボブは常に構われていないと駄目というわけではないが、人間との触れ合いが多く必要で、放置されていると鬱になることもある。一部のピクシーボブは犬のように飼い主が家に帰ってくるとドアの前で座って待つようなこともする。一部のピクシーボブは若いうちは抱かれるのを嫌がるが、同じ部屋に居たり、隣に座ったり膝の上に載ったりすることは好きである。また、飼い主の後を追って家の中を歩くこともする。

### 綱を付けての歩行

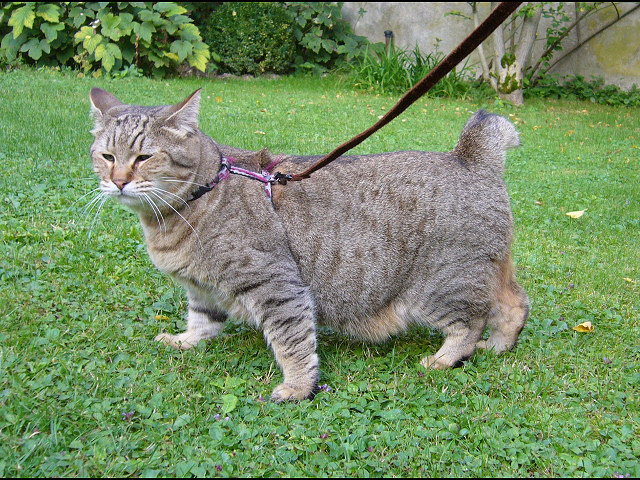
犬のような性格のピクシーボブ

ピクシーボブは綱を付けて散歩することを教育することが出来る。散歩をする場合は安全のため、必ず全身用ハーネスを付ける必要がある。

### おもちゃと爪
全ての猫はお気に入りのおもちゃがそれぞれにあるが、ピクシーボブはどれもボールが好きな様で、特にサッカーボールのような外観の小さいボールが好きである。多くのピクシーボブは爪を使って色々な所に上るのが好きである。ロープの巻いてあるキャットツリーや上れるような本物の木の枝などは必需品である。上る場所が用意されていれば大抵のピクシーボブは爪で家具に傷をつけるようなことはせず、また自分で上ることにより爪が研がれるのであえて爪を切る必要はない。

### ピクシーボブ選び
自分に合ったピクシーボブを選ぶ場合、キャットショー用のピクシーボブが欲しいのであれば外観重視で選ぶべきであるが、家で飼うペットとして考えているのであれば性格重視で選ぶべきである。自分に合った性格の猫を選ぶことが飼い主との関係をより深くし、お互いの幸せのためであるからである。一部にはピクシーボブに完璧な尾の形を求めている人もいるが、最初のピクシーボブ（ピクシー）は長い尾を持っていて、また現在ピクシーボブの血統が存在するのもピクシー（最初のピクシーボブ）の性格があったからである。キャロル・アン・ブリュワー（ピクシーボブの作者）を夢中にさせたのもピクシーの性格で、その為にピクシーと同じような猫をいくつも作ろうと思ったのである。ピクシーボブが最高のペットとなるのは性格がカギである。一部は多少違う性格でもあるので、自分と自分の家族に合うピクシーボブを探すべきで、「純粋な血統証付き猫でなければ幸せになれない」というような勘違いに惑わされるべきではない。多くの信頼性のあるピクシーボブのブリーダーは自分のピクシーボブが合った家に行くことを望んでいるので、ブリーダーにどんなピクシーボブが合うか選択のアドバイスを貰うこともひとつの手段である。

## 健康
ピクシーボブは何度も「伝説の猫」と異型交配を行っている為、遺伝子が多様で純血種に特有の健康面での問題は特に知られていない。ピクシーボブのブリーダーは病気のデータベースを使って、病気のデータを記録し、モニターすることも行っている。下記の病気は稀に発生する遺伝的な病気である。
- 潜在精巣：　1980年代にこの血統が確立されてから数件のケースしか記録されていない。

- 難産と子宮内膜増殖症：　非常に低い確率で一部のピクシーボブは出産時の問題が確認されている。これらの難産を起こした猫は繁殖から外される。

- 肥大型心筋症：　1980年代にピクシーボブの血統が確立されてから数件のケースが確認されている。これらのピクシーボブは他の血統と交配されたものということが分かっている。